# 張可述
張可述（1523年—？年），字惟孝，號芦村，四川嘉定州洪雅縣人，民籍。

## 生平
二月二十一日生，行四，治《春秋》，由縣學生中式丙午科（1546年）四川鄉試第二十六名舉人，年二十五歲中式嘉靖二十六年（1547年）丁未科會試中式第二百五十一名，第三甲第三十五名進士。都察院觀政，授咸宁县知县。升兵部主事，出为浙江佥事、贵州参议。

## 家族
曾祖張思隆；祖張甫森，封監察御史；父張鵬，知府；嫡母詹氏（封孺人）；生母袁氏。慈侍下，兄可成；可立；可迪；可遂；可適，弟可達；可逾；可遜；可遠；可近；可遇。子张儒。